# George Simasiku
George Chikandekande Simasiku, besser bekannt als Mamili VII. (* 20. Jahrhundert in Südwestafrika), ist der siebte König der Mafwe, einem Clan der Lozi im  Caprivizipfel, in der Region Sambesi, im äußersten Nordosten Namibias. Er steht als Ngambela seit 1999 der Traditionelle Verwaltung der Mafwe mit Sitz in Chinchimane vor.
Mamili VII. verlor 1987 die Wahl zum König gegen Boniface Bwimo Bebi Mamili VI. 1999 folgte er schlussendlich auf diesen, nachdem Bebi ins Exil nach Botswana und dann Dänemark, aufgrund seiner Position im Caprivi-Konflikt, geflohen war.